# Heinrich Wilhelm Justus Wolff

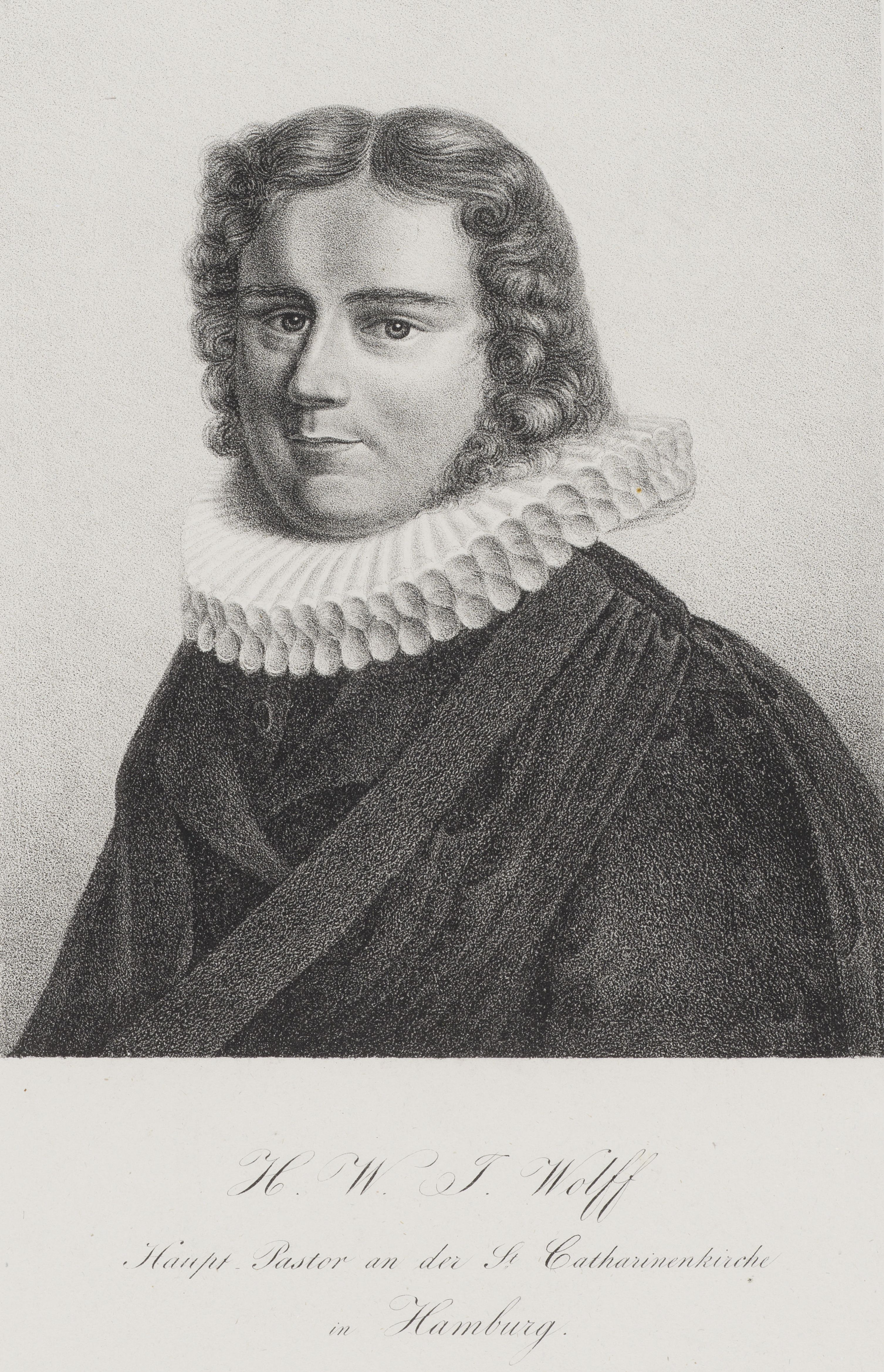
Darstellung von Heinrich Wilhelm Justus Wolff

Heinrich Wilhelm Justus Wolff (* 11. Januar 1789 in Königslutter; † 8. April 1844) war ein deutscher evangelisch-lutherischer Theologe und von 1826 bis zu seinem Tod Hauptpastor an der Hamburger St.-Katharinen-Kirche. Er war entschiedener Vertreter des Rationalismus.

## Werdegang
Wolff studierte ab 1807 Evangelische Theologie in Helmstedt an der Academia Julia, wo er 1810 zu den letzten Absolventen gehörte und eine Abschiedsrede zur Aufhebung der Universität hielt. Es folgten Tätigkeiten als Lehrer am Helmstedter Pädagogium und ab 1814 am Katharineum zu Braunschweig.
Ab 1816 war Wolff Prediger an der Braunschweiger St.-Andreas-Kirche. 1826 wurde er, als Nachfolger des verstorbenen Rudolph Jänisch, zum Hauptpastor an die St-Katharinen-Kirche in Hamburg berufen und hatte dieses Amt bis zu seinem Tod nach längerer Krankheit inne.

## Familie
Wolff war Sohn eines Kirchenrates. Er heiratete 1812 in Helmstedt Charlotte Wilhelmine Concordia Ballenstädt aus Schöningen; mit ihr hatte er zwölf Kinder, von denen ihn zehn überlebten. Einer von Wolffs Söhnen studierte ebenfalls Theologie.

## Positionen und Auseinandersetzungen
Anders als die meisten der dem Rationalismus nahestehenden Geistlichen thematisierte Wolff in seinen Predigten nicht in erster Linie Ethik und Moral, sondern Glaubensinhalte, wobei er die meisten Lehren der Symbolischen Bücher – auf die er sich als Voraussetzung für sein Amt mit einem Eid verpflichtet hatte – ablehnte. So wandte er sich an Pfingsten 1829 gegen die Lehre von der Dreieinigkeit. Die Ausgießung des Heiligen Geistes über die Jünger am Pfingsttag (Apostelgeschichte, 1) war für ihn durch ein Naturereignis erklärbar. Bereits zu Weihnachten 1828 hatte Wolff die christliche Versöhnungslehre Unsinn genannt, und Jesus Christus erschien in der Predigt als reiner Mensch, wie andere auch – ohne Gottesnatur.
Seine Gegner, die bibeltreuen Christen, bedachte Wolff mit derben Worten. So bezeichnete er den Herrnburger Pastor Johann Wilhelm Bartholomäus Rußwurm anlässlich dessen Schilderung seiner Erweckung in einer Hamburger Zeitung als heuchlerischen Förderer der Finsternis und verbrecherischen Buben, der gegen besseres Wissen und Gewissen das Unkraut des Aberglaubens ausstreut.
Wolffs Äußerungen zu Weihnachten 1828 führten zu einer Beschwerde des Kieler Pastors Claus Harms, die an Pfingsten 1829 zu einer Intervention des Senators Martin Hieronymus Hudtwalcker führte; es folgte eine Rüge durch den Senat.

## Schriften (Auswahl)
- Heinrich Wilhelm Conrad Henke. Denkwürdigkeiten aus seinem Leben und dankbare Erinnerungen an seine Verdienste von zweien seiner Schüler, Fleckeisen, Helmstedt und Leipzig 1816 (mit Georg Karl Bollmann)
- Predigten in der St. Catharinen-Kirche zu Hamburg gehalten. Robert Kittler, Hamburg 1841 und 1842

Sehr viele weitere Predigten und Reden Wolffs sind im Druck erschienen.